# Phó vương
Phó vương (tiếng Anh: viceroy; IPA:/ˈvaɪsrɔɪ/) là một cấp bậc được lập ra nhằm thay thế cho hoàng đế trong trường hợp hoàng đế đó không có người nối dõi hoặc một số nguyên nhân đặc biệt nào đó mà không thể nhiếp chính, chức vị này còn đảm nhiệm các công việc quan trọng nhằm giúp và hỗ trợ hoàng đế quản lý đất nước. Thuật ngữ này bắt nguồn từ tiếng Pháp: tiền tố vice, có nghĩa là "thay cho" và roy, có nghĩa là "vua". Thuật ngữ Hán Việt phó vương được lấy từ tiếng Trung: 副王, dịch nghĩa thuật ngữ viceroy.

Phó vương là người đại diện cao nhất của nhà vua ở một tỉnh hoặc một thuộc địa. Tỉnh hoặc thuộc địa được gọi là một phó vương. Một phó vương cũng có thể là một người phụ nữ thực hiện chức năng trên (nhưng hiếm, bởi vì chức năng cũng bao gồm các chỉ huy cao cấp quân sự), hoặc vợ của một phó vương.